# Aminata Konaté
Pour les articles homonymes, voir Konaté.
Ne doit pas être confondu avec Aminata Konaté (sprinteuse).
Aminata Konaté, née le 24 octobre 1990 à Paris, est une joueuse française de basket-ball. Elle joue principalement au poste de meneuse.

## Biographie
Elle quitte le club landais à l'été 2011, remplacée par Camille Aubert. Elle vient renforcer l'équipe de Nice, promue en LFB à la suite de son titre de champion de France en Ligue 2 en 2010-2011.
En février 2012, elle est nommée MVP de la 18e journée avec une évaluation de 30 pour 18 points, 8 passes décisives, 6 rebonds, 5 interceptions, 5 balles perdues et 6 fautes provoquées (30 d'évaluation) en réalisant alors sa meilleure saison en LFB avec 7,7 points, 3,3 rebonds et 3,6 passes décisives depuis septembre.
Sa saison suivante avec Mondeville est perturbée par deux blessures de longue durée. Elle ne peut que disputer cinq rencontres (1,4 points et 2,0 passes décisives). En avril 2013, elle annonce une pause dans sa carrière le temps de soigner une blessure à l'épaule.
Après une pause maternité, elle renoue avec la compétition en Ligue pour la saison 2014-2015 avec le promu Aulnoye-Aymeries.
Blessée en 2015-2016, elle signe pour Arras relégué en Ligue 2 2016-2017. Après une saison performante à 10 points, 4 passes décisives et 6,3 rebonds de moyenne, elle est signée par Villeneuve-d'Ascq, qualifié pour l'Euroligue, où elle doit prendre la succession d'Olivia Époupa.
Sans club en début de saison, elle rejoint de nouveau Basket Landes comme joker médical d'Alexia Plagnard fin novembre 2018. Au terme de l'exercice, elle n'est pas conservée.
En octobre 2020, elle est en renfort par le club de Saint-Amand, après un début de saison par cinq défaites consécutives.
Elle est la sœur de Moussa Konaté, Champion de France de Kick-boxing en 2001, 2002 et 2003.

## Clubs
| Saisons   | Équipe                                                         | Pays   |
| 2003-2005 | Paris Basket 18                                                | France |
| 2005-2008 | Union sportive Valenciennes Olympic                            | France |
| 2008-2009 | Strasbourg IG (NF1)                                            | France |
| 2009-2011 | Basket Landes                                                  | France |
| 2011-2012 | Cavigal Nice Basket 06                                         | France |
| 2012-2013 | USO Mondeville                                                 | France |
| 2014-2015 | AS Aulnoye-Aymeries                                            | France |
| 2016-2017 | Arras Pays d'Artois Basket Féminin                             | France |
| 2017-2018 | Entente sportive Basket de Villeneuve-d'Ascq - Lille Métropole | France |
| 2018-2019 | Basket Landes                                                  | France |
| 2020-2021 | Saint-Amand Hainaut Basket                                     | France |

## Palmarès
- Vainqueur de la Coupe de France cadettes 2007[1]